# Pearl Meister Greengard Prize
Der Pearl Meister Greengard Prize ist ein biomedizinischer Wissenschaftspreis für Frauen.
Der Preis wurde von dem Nobelpreisträger Paul Greengard und seiner Frau, der Bildhauerin Ursula von Rydingsvard, gestiftet. Greengard brachte seinen Anteil des Preisgeldes des Nobelpreises für Medizin 2000 vollständig in die Stiftung ein, die an der Rockefeller University in New York City angesiedelt ist. Der Name des Preises erinnert an Greengards Mutter, Pearl Meister Greengard, die bei seiner Geburt starb.
Mit dem Preis, der seit 2004 vergeben wird, sollen herausragende Erfolge von Wissenschaftlerinnen in der biomedizinischen Forschung geehrt werden. Das Preisgeld beträgt (Stand 2024) 100.000 US-Dollar. Unter den Preisträgerinnen finden sich die späteren Nobelpreisträgerinnen Elizabeth Blackburn und Carol W. Greider (Medizin oder Physiologie, 2009), Jennifer A. Doudna (Chemie, 2020) und Katalin Karikó (Medizin oder Physiologie, 2023).
Zum Preiskomitee gehören (Stand 2016) neben den Nobelpreisträgern Richard Axel, Joseph L. Goldstein, Paul Nurse und Torsten N. Wiesel noch die früheren Preisträgerinnen des Pearl Meister Greengard Prize, Philippa Marrack und Joan Steitz, sowie Cori Bargmann und Titia de Lange.

## Preisträgerinnen
- 2004 Nicole le Douarin. For her groundbreaking research in developmental biology.
- 2005 Philippa Marrack. In recognition of her numerous discoveries in the field of immunology.
- 2006 Mary Frances Lyon. For her contributions to genetic research.
- 2007 Gail Martin, Beatrice Mintz und Elizabeth Robertson. For their contributions to the development of transgenic technologies.
- 2008 Elizabeth Blackburn, Carol Greider und Vicki Lundblad. For their insight into cellular aging and cancer.
- 2009 Suzanne Cory. For her insight into immunology and cancer biology.
- 2010 Janet Davison Rowley und Mary-Claire King. For their insights into cancer research.
- 2011 Brenda Milner. For her study of memory which has revolutionized the way we understand the human brain.
- 2012 Joan A. Steitz. For her revolutionary discoveries about the biological molecule RNA.
- 2013 Huda Zoghbi. For her discoveries in neurogenetics.
- 2014 Lucy Shapiro. For her insights in developmental biology.
- 2015 Helen Hobbs. For her discoveries in human genetics, which have advanced our understanding of cardiovascular disease and other complex disorders.
- 2016 Bonnie L. Bassler. For discoveries related to a molecular mechanism that allows bacteria to communicate with each other.
- 2017 JoAnne Stubbe. For landmark research into the chemistry at the root of life.
- 2018 Jennifer A. Doudna. For her pioneering research into the structure and function of RNA molecules.
- 2019 Xiaowei Zhuang. For developing transformative tools in super-resolution microscopy.
- 2020 Joanne Chory. For her fundamental discoveries in plant biology.
- 2021 Pamela J. Bjorkman. For her use of crystallography, cryo-electron microscopy, and biochemistry to study the atomic structures of proteins that mediate the immune system’s interactions with viruses.
- 2022 Katalin Karikó. For her studies on biological mechanisms mediated by messenger RNA (mRNA).
- 2023 Lily Jan, Eve Marder. For seminal research on the development and function of the nervous system.
- 2024 Svetlana Mojsov. For profound insights into the hormonal regulation of insulin production.
- 2025 Maria Jasin